# Dzwonnica w Pozowicach
Dzwonnica w Pozowicach – drewniana dzwonnica znajdująca się w Pozowicach, w województwie małopolskim, w powiecie krakowskim, w gminie Skawina.
Obiekt wpisany do rejestru zabytków nieruchomych województwa małopolskiego.

## Historia
Dzwonnica wybudowana w 1809 lub 1814 roku jest najstarszą budowlą we wsi Pozowice. Służyła do ostrzegania przed zbliżającym się niebezpieczeństwem oraz dzwoniła na Anioł Pański. Według relacji najstarszych mieszkańców, przerywali oni wtedy pracę i modlili się.
Wiszący dawniej dzwon ufundowany przez Jakuba i Annę Jana, znajduje się obecnie w kaplicy .

## Architektura
Dzwonnica drewniana, wybudowana na planie kwadratu o wymiarach 2,5 x 2,5 m, na murowanym fundamencie. Ściany zwężające się ku górze, oszalowane są deskami. Dach czterospadowy z wieżyczką zwieńczoną metalowym krzyżem. Pod okapem umieszczona jest rzeźba Chrystusa upadającego pod krzyżem .